# Boreham Wood Football Club
El Boreham Wood FC es un equipo de fútbol de Inglaterra que milita en la Conference National, la quinta liga de fútbol más importante del país.

## Historia
Fue fundado en el año 1948 en la ciudad de Borehamwood en Hertfordshire luego de la fusión de los equipos Boreham Rovers y Royal Retournez y en toda su historia han sido un club amateur, logrando ascender a la Conference National por primera vez para la temporada 2015/16 luego de vencer en la final del playoff de ascenso al Whitehawk FC en tiempo extra.

## Entrenadores
- Ian Allinson (2004-2005)
- Kevin Dearden (2006)
- Ian Allinson (2008-2015)
- Luke Garrard (2015-)

## Palmarés
| Competición nacional  | Títulos                   | Subcampeonatos |
| --------------------- | ------------------------- | -------------- |
| Isthmian League (3/0) | 1976–77, 1994–95, 2000–01 |                |